# Suzy Duflo
Pour les articles homonymes, voir Duflo.
Ne doit pas être confondu avec Suzette Duflo.
Suzy Duflo, née en Guadeloupe, est une médecin otorhinolaryngologiste et chercheuse française.

## Biographie
Suzy Duflo grandit en Basse-Terre et étudie la médecine à l'université de Montpellier.
Elle est cheffe du service d'oto-rhino-laryngologie du CHU de Pointe-à-Pitre et professeure professeure des universités en septembre 2009, après son départ de l'hôpital de la Timone.
En 2018, elle intervient en tant que présidente de la commission médicale d’établissement (CME) du CHU de Pointe-à-Pitre pour défendre les allégations de surmortalité de l’établissement. Elle doit faire face à une grève générale en 2019. Lors de la pandémie de covid-19, elle assure la mise en place d'une unité de soin pour traiter les patients. Elle teste positive au covid-19 peu de temps après. Elle sera remplacée à la tête de la CME  en janvier 2021.
En mars 2016, elle devient vice-doyenne de l'Université des Antilles puis doyenne en 2023. Dans ce contexte, elle a à cœur de garder le lien entre la faculté et le CHU tout en attirant les étudiants vers une carrière sur l’île.

## Hommage
Suzy Duflo est décorée chevalière de la Légion d'honneur en 2018.